# Carrières des Montalets
Pour les articles homonymes, voir Montalet.

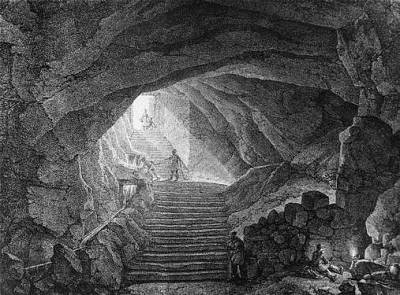
L'escalier des carrières des Montalets au début du XIXe siècle par Louis-Albert Bacler d'Albe

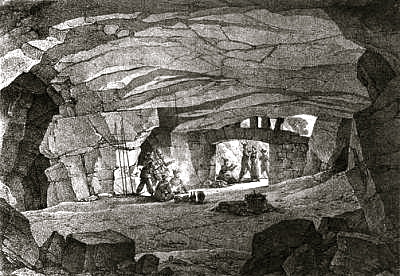
L'intérieur des carrières des Montalets au début du XIXe siècle par Louis-Albert Bacler d'Albe

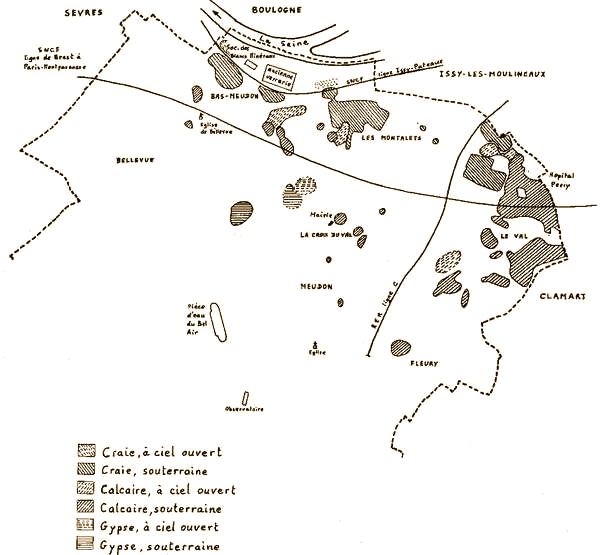
Vieille carte des carrières des Meudon de l'Inspection Générale des Carrières

Les carrières des Montalets (ou carrière de Montalet ou carrière de Montalais) sont des carrières du quartier de Meudon-sur-Seine, dans la ville de Meudon, dans les Hauts-de-Seine dans la région Île-de-France, en France.  Elles sont sur 5 niveaux et sont très impressionnantes par leur taille. 

## Origine du nom
Les carrières doivent leur nom au lieu-dit les Montalais.  Ce lieu-dit donne son nom à un vaste domaine, qui s'appelle d'ailleurs couramment dans le temps : "Les Montalais". On le retrouve sur le plan cadastral de Meudon de 1816 la délimitation des Montalais. On y ouvre la "carrière des Montalais". 
Déjà à l'époque, le domaine et la carrière est parfois écrit « Montalets » à la suite d'une erreur d'orthographe. C'est cette erreur même qui s'inscrira dans le temps.
Par ailleurs, la carrière s'étendra par la suite bien en dehors du domaine sur une large partie de ce qui est aujourd'hui Meudon-sur-Seine, elle devient donc plurielle, on parle alors des "carrières des Montalets".
On note ainsi dans le même ouvrage les deux orthographes :

« Cette coupe était prise à la carrière, dite des Montalais... »

— Société géologique de France, Bulletin de la société géologique de France - Tome vingt-septième - Deuxième série - 1869 à 1870, Paris, 1870, page 205

« ...au-dessus de la crayère des Montalets... »

— Société géologique de France, Bulletin de la société géologique de France - Tome vingt-septième - Deuxième série - 1869 à 1870, Paris, 1870, page 207

## Histoire
L'origine de l'exploitation de la craie sur le coteau des "Montalais" remonte au XIVe siècle. On retrouve dans les archives, le nom du "sentier des blancs" qui passait sur ce coteau. Il semble être le premier terme évoquant l'exploitation de carrières. En 1409, l'emplacement des Montalais est un lieu-dit :  "les blancs murs".
Au XVIIe siècle, un four à chaux est construit prêt d'un cavage de la carrière. En parallèle le développement anarchique de la carrière des Montalets entraîne une série de fontis (1803, 1828, 1837, 1868) signalés dans les rapports de l'Inspection générale des carrières. La carrière est alors exploitée par deux propriétaires pour des activités bien différentes. Monsieur Bouret a converti d'anciennes zones d'exploitations en caves où il produit du malt. Monsieur Podevin et Malsac, exploite la craie dans une autre zone de la carrière. François Bouret fait construire une maison de maître sur ses carrières, qui prendra par la suite le nom de château des Montalets. 
En 1914, un tableau, dressé à la demande de la Défense nationale, fait l'inventaire des carrières de Meudon avec leurs caractéristiques. 
Par la suite, les carrières posèrent de nombreux problèmes aux habitations se situant dessus, demandant parfois de très importants travaux de renforcement, notamment au XXe siècle pour les immeubles situés boulevard Anatole France ou route des Gardes.

### Articles externes
- Histoire détaillée des carrières de Meudon
- Histoire des carrières des Montalets
- Présentation et photos des carrières des Montalets de Meudon
- Carte complète des carrières des Montalets